# Kateřina Bártů
Kateřina Bártů (* 12. října 1974 Jihlava) je česká scenáristka, spisovatelka a televizní producentka. Profesně se svou sestrou Jitkou Bártů, dvojčetem, tvoří sourozenecké autorské duo zvané Sestry Bártů.

## Život
Po studiu scenáristiky v Los Angeles začínala jako copywriter v reklamních agenturách BBK a Ogilvy&Mather v Praze. Autorsky spolupracuje na scénářích se svou sestrou Jitkou, se kterou vlastní společnost Twinpower.
Od roku 2009 na svých projektech kromě psaní scénářů zastává roli kreativního producenta a showrunnera, zatímco její sestra se věnuje režii.

## Dílo

### Filmografie
Na svých projektech se podílí jako scenáristka a producentka.
| Název                | Námět | Scénář |
| -------------------- | ----- | ------ |
| Duch modrého pokoje, |       | ✔      |
| Vánoční hvězda,      | ✔     | ✔      |

| Název                            | Námět | Scénář | Produkce |
| -------------------------------- | ----- | ------ | -------- |
| Rodinná pouta, 2004              | ✔     | ✔      |          |
| Bazén, 2005                      | ✔     | ✔      |          |
| Velmi křehké vztahy, 2007        | ✔     | ✔      | ✔        |
| Gympl s (r)učením omezeným, 2014 | ✔     | ✔      | ✔        |
| V.I.P. Vraždy I, 2016            | ✔     | ✔      | ✔        |
| Temný Kraj I,, 2017              | ✔     | ✔      | ✔        |
| V.I.P. Vraždy II, 2018           | ✔     | ✔      | ✔        |
| Temný Kraj II, 2019              | ✔     | ✔      | ✔        |